# Jean-Marie Dreujou
Jean-Marie Dreujou (Tours, 18 luglio 1959) è un direttore della fotografia francese.

## Filmografia parziale

### Cinema
- Scout toujours..., regia di Gérard Jugnot (1985)
- Augustin, regia di Anne Fontaine (1995)
- Profumo d'Africa (Les Caprices d'un fleuve), regia di Bernard Giraudeau (1996)
- Marthe, regia di Jean-Loup Hubert (1997)
- Marquise, regia di Véra Belmont (1997)
- I ragazzi del Marais (Les Enfants du Marais), regia di Jean Becker (1999)
- La ragazza sul ponte (La Fille sur le pont), regia di Patrice Leconte (1998)
- Le Libertin, regia di Gabriel Aghion (2000)
- Omicidio in Paradiso (Un crime au paradis), regia di Jean Becker (2001)
- Félix et Lola, regia di Patrice Leconte (2001)
- Balzac e la piccola sarta cinese (Balzac et la Petite Tailleuse chinoise), regia di Dai Sijie (2002)
- L'uomo del treno (L'Homme du train), regia di Patrice Leconte (2003)
- Effroyables jardins - I giardini crudeli della vita (Effroyables Jardins), regia di Jean Becker (2003)
- Due fratelli (Deux Frères), regia di Jean-Jacques Annaud (2004)
- Le Courage d'aimer, regia di Claude Lelouch (2005)
- Les Bronzés 3: amis pour la vie, regia di Patrice Leconte (2006)
- La Maison du bonheur, regia di Dany Boon (2006)
- Il mio migliore amico (Mon Meilleur Ami), regia di Patrice Leconte (2006)
- Il mio amico giardiniere (Dialogue avec mon jardinier), regia di Jean Becker (2007)
- Sa Majesté Minor, regia di Jean-Jacques Annaud (2007)
- 600 kilos d'or pur, regia di Éric Besnard (2010)
- Voir la mer, regia di Patrice Leconte (2011)
- Il principe del deserto (Black Gold), regia di Jean-Jacques Annaud (2011)
- Mes héros, regia di Éric Besnard (2012)
- La danza della realtà (La danza de la realidad), regia di Alejandro Jodorowsky (2013)
- Tutti pazzi in casa mia (Une heure de tranquillité), regia di Patrice Leconte (2014)
- L'ultimo lupo (Wolf Totem), regia di Jean-Jacques Annaud (2015)
- Cézanne et moi, regia di Danièle Thompson (2016)
- L'Esprit de famille, regia di Éric Besnard (2019)
- De Gaulle, regia di Gabriel Le Bomin (2020)
- Délicieux - L'amore è servito (Délicieux), regia di Éric Besnard (2021)
- Kaamelott: Premier volet, regia di Alexandre Astier (2021)
- Notre-Dame in fiamme (Notre-Dame brûle), regia di Jean-Jacques Annaud (2022)

### Televisione
- La verità sul caso Harry Quebert (The Truth About the Harry Quebert Affair) – miniserie TV, 10 puntate (2018)

## Riconoscimenti
- Premio César
  - 1997 - Candidato alla migliore fotografia per Profumo d'Africa
  - 2000 - Candidato alla migliore fotografia per La ragazza sul ponte
  - 2005 - Candidato alla migliore fotografia per Due fratelli